# 莲塘镇神符岩摩崖石刻
莲塘镇神符岩摩崖石刻，位于中国广东省肇庆市高要市莲塘镇神符山岩口上方，刻于元代至元二十九年（1292年）。1989年11月30日，列入高要县文物保护单位。
莲塘镇神符岩摩崖石刻的历史年代为元代。